# Mark McGivern
Mark McGivern (Bellshill, 24 febbraio 1983) è un pallavolista britannico.